# 白姫抄
『白姫抄』（しらひめしょう）は、CLAMPによる日本の漫画作品。著者初の全編描きおろしである。1編を2つに分割した「序」と「終」という話で、3話の短編が挟まれた構成になっている（「序」はカラー）。『ANGELIC LAYER』に登場する天使「白姫」、『X』に登場する眷属神「犬鬼」はこの作品に由来する。

## あらすじ
序
雪の降り始めた山を登っていた男は白い着物姿の女を見つけた。目じりと唇に紅を差したその女は、「何をしているのか」と問いかけた男に「待っているのです」と答える。
第1話 「牙狼の山」（がろうのやま）
父親を狼に殺された過去を持つ娘が、母親の制止を振り切り、復讐のために、父親の形見である刀を携えて雪の降る冬山に向かうが……。
第2話 「氷の花」（こおりのはな）
愛する娘を、「いつか帰る」という約束と共に残して旅立った男が、30年以上経って約束の地である湖に戻ってみると……。
第3話 「比翼の鳥」（ひよくのとり）
暗くなった冬山で道に迷った1人の若武者の、目の前に突如現れた番いの鷺。若武者は愛する娘を思い出し、番いの仲のよさに嫉妬して一方を射殺する。その後も歩き続けるが、同じところに戻ってきた武士を麓へ導いた、どくろを抱えた不思議な女は……。
終
「雪は白姫の涙だ」・「白姫の涙が降ると悲しい出来事が起こる」と言う男に対し、謎の女は「雪は『白姫』の涙ではありません」と穏やかに反論する。そして、突如宙に現れた、雪のように白い狼のような精霊の群れの1頭に乗ると、「雪は私の涙ではなく、人の子の悲しみが雪を呼ぶのです」と言い置いて去る。女は雪の神・白姫だったのだ。

## 登場人物

### 序、終
男
服の上から蓑を着、編み笠を被り、かんじきのついた藁長靴を履いて、細い枝を集めて縛ったものを背負っている。
女（白姫）
白い着物を3枚重ね、それを、細い布紐で両端が前に来るようにして締め、白い衣を被いている。目元と唇に紅を差し、足元は裸足。身長と同じくらいの長さの黒髪を結うことなく流している。

### 第1話
吹雪（ふぶき）
父親を大きな闇色の狼に殺された娘。母親と二人暮しだが、父親の仇を取るため、父親の形見を手に、1人冬山へ入る。山犬の群れに襲われ、1度は死すら覚悟した彼女を結果的に助けた狼に好意を覚え、名前を与えて傷が癒えるまでの間を冬山で共に過ごす。
犬鬼（いぬき）
闇色の体毛を持つ大きな狼。吹雪を襲った山犬の群れを吠え声で追い散らし、傷を負った彼女を洞窟へ運び込んで、食料となる小動物を毎日狩る。傷が癒えた吹雪と、雪がやんだ日に遊んでいて、吹雪を探しにきた母親に猟銃で撃たれて死ぬ。
吹雪の母
父親の仇を取ると決めた娘に、父親の形見を渡す。

### 第2話
男
30年以上前の約束を果たすため、約束の場所である、雪深い村にある凍りついた湖を訪れる。
花鵺（かや）
男が「いつか帰ってくる」と約束した少女。別れた当時は17歳だったが、男の帰りを待ち続けるため、春になっても身を沈める者の命を奪うほどに冷たい湖の中へ沈む。

### 第3話
若武者
愛する娘・雪野と結ばれるために、まず雪野の父親に認められるような軍功を上げてこなければと思っている青年。戦場から離れて迷い込んだ冬山から抜け出す途中、見かけた鷺の番いの仲睦まじい様子に嫉妬し、片方を衝動で射殺する。
どくろを抱えた女
雪の中を迷い、鷺を射殺した場所へ戻ってきた青年を導いた、不思議な女。裾と袖が翼のようになったデザインの着物を着、常に何かに腰掛けた体勢で、男を導く。その左腕にはどくろを抱えている。
正体は、若武者が射殺した番いの片割れ。麓まで青年を導き、わざと物音を立てて射殺されることで、連れ合いの後を追った。抱えていたどくろは、連れ合いのもの。

## 単行本
- 白姫抄（1992年6月10日 光文社 ISBN 978-4334801618）
- 白姫抄（2001年8月1日 角川書店 ISBN 978-4048533935）- ※上記単行本の切り替え新装版。